# Emilie Pos
Emilie Pos (Amsterdam, 15 februari 1994) is een Nederlandse actrice die vooral bekend is geworden door haar rol als Mirthe in de Z@PP-serie VRijland. Pos is de dochter van de Nederlands filmproducent Hans Pos en de oudste zus van actrice Valerie Pos.

## Televisie
- 2013 Groove High: Zoë
- 2012 Z@ppdelict: zichzelf
- 2011 De Magische Wereld van Pardoes: Pardijn
- 2010-2012 VRijland: Mirthe
- 2009 Verborgen Verhalen: Florien

## Theater
- 2016 Intouchables

## Film
- 2007 Kapitein Rob en het geheim van professor Lupardi: Sandra
- 2002 Pietje Bell: arm meisje
- 1999 Kruimeltje: kind van moeder Keessie